# Makhaira
Ne doit pas être confondu avec Makaira.
Makhaira rossica
Genre
Espèce
Makhaira est un genre fossile de pliosauridés ayant vécu durant le Crétacé inférieur (Hauterivien), il y a environ 130 millions d'années, dans ce qui est aujourd'hui la Russie. Une seule espèce est connue, Makhaira rossica, décrite en 2015 à partir de fossiles découvert dans la Volga, dans l'oblast d'Oulianovsk.

## Systématique
Le genre Makhaira et l'espèce Makhaira rossica ont été décrits en 2015 par Valentin Fischer (d), Maxim Savvich Arkhangelsky (d), Ilya M. Stenshin (d), Gleb N. Uspensky (d), Nikolay G. Zverkov (d) et Roger Benson (d).

## Description

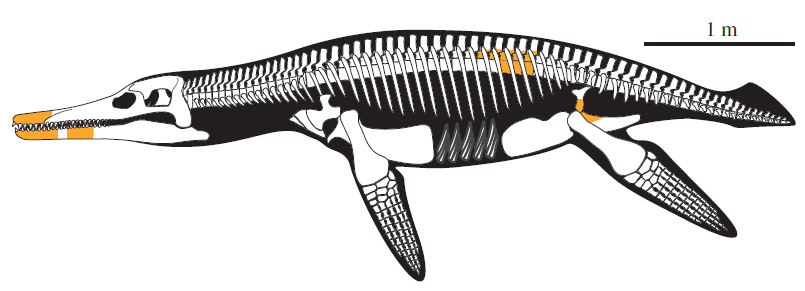
Reconstitution squelettique de Makhaira rossica, à noter que les restes conservés sont représentés en couleur.

Bien que fragmentaires, les fossiles de cet animal ont de quoi le différencier des autres plésiosaures similaires. Makhaira devait mesurer environ 5 m de long, et comme ses autres parents, devait avoir un corps compact avec quatre grands membres en forme de pagaie. Le crâne est allongé, en particulier dans la région rostrale, avec plusieurs dents acérées. Les caractéristiques de ces dents sont uniques, elles sont triangulaires en vue transversale et ont des carènes ou des rainures avec des denticules sur les bords, qui possèdent une hauteur supérieure à sa largeur. Les denticules varient en longueur le long de la crête et forment une sorte d'ondulation sur le bord de la dent. La première dent dépasse du prémaxillaire, tandis que la symphyse mandibulaire (la partie de la mâchoire dans laquelle les deux branches se rencontrent) est très longue et a plus de dix alvéoles dentaires de chaque côté. Le visage est long et droit, dépourvu de toute expansion latérale.

## Classification
Makhaira rossica a été décrite pour la première fois en 2015, sur la base de restes fossiles récupérés près de la Volga dans l'oblast d'Oulianovsk, en Russie. Ce reptile était évidemment un représentant des pliosauridés, un groupe de plésiosaures caractérisés par leur cou court et leur grosse tête. Contrairement à la plupart des autres pliosauridés du Crétacé, Makhaira n'était aussi grand en comparaison; il semble être proche de l'origine du clade connu sous le nom de Brachaucheninae, qui comprend Brachauchenius et Megacephalosaurus, qui ont vécu quelques millions d'années plus tard et atteint des tailles plus imposantes.
Le cladogramme de la sous-famille Brachaucheninae ci-dessous est basée d'après Madzia et al. (2018) : 
|  | Megacephalosaurus                |
|  |                                  |
|  | 'Polyptychodon' (DORK/G/1-2)     |
|  |                                  |
|  | \| \| Brachauchenius \| \| \| \| |
|  |                                  |
|  | Brachauchenius                   |
|  |                                  |

|  | Brachauchenius |
|  |                |

|  | Megacephalosaurus                |
|  |                                  |
|  | 'Polyptychodon' (DORK/G/1-2)     |
|  |                                  |
|  | \| \| Brachauchenius \| \| \| \| |
|  |                                  |
|  | Brachauchenius                   |
|  |                                  |

|  | Brachauchenius |
|  |                |

|  | Megacephalosaurus                |
|  |                                  |
|  | 'Polyptychodon' (DORK/G/1-2)     |
|  |                                  |
|  | \| \| Brachauchenius \| \| \| \| |
|  |                                  |
|  | Brachauchenius                   |
|  |                                  |

|  | Brachauchenius |
|  |                |

|  | Megacephalosaurus                |
|  |                                  |
|  | 'Polyptychodon' (DORK/G/1-2)     |
|  |                                  |
|  | \| \| Brachauchenius \| \| \| \| |
|  |                                  |
|  | Brachauchenius                   |
|  |                                  |

|  | Brachauchenius |
|  |                |

|  | Megacephalosaurus                |
|  |                                  |
|  | 'Polyptychodon' (DORK/G/1-2)     |
|  |                                  |
|  | \| \| Brachauchenius \| \| \| \| |
|  |                                  |
|  | Brachauchenius                   |
|  |                                  |

|  | Brachauchenius |
|  |                |

|  | Megacephalosaurus                |
|  |                                  |
|  | 'Polyptychodon' (DORK/G/1-2)     |
|  |                                  |
|  | \| \| Brachauchenius \| \| \| \| |
|  |                                  |
|  | Brachauchenius                   |
|  |                                  |

|  | Brachauchenius |
|  |                |

|  | Megacephalosaurus                |
|  |                                  |
|  | 'Polyptychodon' (DORK/G/1-2)     |
|  |                                  |
|  | \| \| Brachauchenius \| \| \| \| |
|  |                                  |
|  | Brachauchenius                   |
|  |                                  |

|  | Brachauchenius |
|  |                |

|  | Megacephalosaurus                |
|  |                                  |
|  | 'Polyptychodon' (DORK/G/1-2)     |
|  |                                  |
|  | \| \| Brachauchenius \| \| \| \| |
|  |                                  |
|  | Brachauchenius                   |
|  |                                  |

|  | Brachauchenius |
|  |                |

|  | Megacephalosaurus                |
|  |                                  |
|  | 'Polyptychodon' (DORK/G/1-2)     |
|  |                                  |
|  | \| \| Brachauchenius \| \| \| \| |
|  |                                  |
|  | Brachauchenius                   |
|  |                                  |

|  | Brachauchenius |
|  |                |

|  | Megacephalosaurus                |
|  |                                  |
|  | 'Polyptychodon' (DORK/G/1-2)     |
|  |                                  |
|  | \| \| Brachauchenius \| \| \| \| |
|  |                                  |
|  | Brachauchenius                   |
|  |                                  |

|  | Brachauchenius |
|  |                |

|  | Megacephalosaurus                |
|  |                                  |
|  | 'Polyptychodon' (DORK/G/1-2)     |
|  |                                  |
|  | \| \| Brachauchenius \| \| \| \| |
|  |                                  |
|  | Brachauchenius                   |
|  |                                  |

|  | Brachauchenius |
|  |                |

|  | Megacephalosaurus                |
|  |                                  |
|  | 'Polyptychodon' (DORK/G/1-2)     |
|  |                                  |
|  | \| \| Brachauchenius \| \| \| \| |
|  |                                  |
|  | Brachauchenius                   |
|  |                                  |

|  | Brachauchenius |
|  |                |

|  | Megacephalosaurus                |
|  |                                  |
|  | 'Polyptychodon' (DORK/G/1-2)     |
|  |                                  |
|  | \| \| Brachauchenius \| \| \| \| |
|  |                                  |
|  | Brachauchenius                   |
|  |                                  |

|  | Brachauchenius |
|  |                |

|  | Megacephalosaurus                |
|  |                                  |
|  | 'Polyptychodon' (DORK/G/1-2)     |
|  |                                  |
|  | \| \| Brachauchenius \| \| \| \| |
|  |                                  |
|  | Brachauchenius                   |
|  |                                  |

|  | Brachauchenius |
|  |                |

|  | Megacephalosaurus                |
|  |                                  |
|  | 'Polyptychodon' (DORK/G/1-2)     |
|  |                                  |
|  | \| \| Brachauchenius \| \| \| \| |
|  |                                  |
|  | Brachauchenius                   |
|  |                                  |

|  | Brachauchenius |
|  |                |

|  | Megacephalosaurus                |
|  |                                  |
|  | 'Polyptychodon' (DORK/G/1-2)     |
|  |                                  |
|  | \| \| Brachauchenius \| \| \| \| |
|  |                                  |
|  | Brachauchenius                   |
|  |                                  |

|  | Brachauchenius |
|  |                |

## Paléobiologie
Makhaira était probablement un prédateur d'animaux relativement gros, comme le suggèrent les dents légèrement incurvées et dentelées. Les dents particulières de Makhaira suggèrent qu'il se nourrissait de différents types de proies, par rapport aux autres pliosauridés du Crétacé. Les caractéristiques des dents de Makhaira sont également très proches de celles des crocodylomorphes métriorhynchidés et posent la question de savoir si celles-ci étaient encore présentes à la fin du Crétacé, comme le suggère la découverte d'une dent isolée provenant de l'Aptien de Sicile, en Italie,.

## Étymologie
Le nom générique, Makhaira, dérive du grec ancien μαχαιρα, mákhaira, « lame à contour incurvé ».
L'épithète spécifique vient du latin rossica, « russe, de Russie ».

## Publication originale
- (en) Valentin Fischer, Maxim S. Arkhangelsky, Ilya M. Stenshin, Gleb N. Uspensky, Nikolay G. Zverkov et Roger B. J. Benson, « Peculiar macrophagous adaptations in a new Cretaceous pliosaurid », Royal Society Open Science, Royal Society, vol. 2, no 12,‎ décembre 2015, p. 1-12 (ISSN 2054-5703, PMID 27019740, PMCID 4807462, DOI 10.1098/RSOS.150552, lire en ligne).